# Linda Bement
Linda Jeanne Bement (Salt Lake City, 2 novembre 1941 – Salt Lake City, 19 marzo 2018) è stata una modella statunitense, incoronata Miss Universo 1960.
Membro della Chiesa di Gesù Cristo dei santi degli ultimi giorni , Linda Bement fu la terza Miss USA a vincere il titolo di Miss Universo. Il concorso del 1960, vinto dalla Bement, fu anche il primo ad essere trasmesso dalla televisione in tutta la nazione.
Nel 1962 Linda Bement sposò il fantino panamense Manuel Ycaza, da quale ebbe due figli, ma dal quale divorziò nel 1969..